# Zatrucie manganem
Zatrucie manganem (manganizm) – zespół objawów rozwijający się wskutek przewlekłego narażenia organizmu na związki manganu. Jako jednostkę chorobową opisał je w 1837 roku James Couper i współpracownicy.
Mangan jest ważnym mikroelementem potrzebnym m.in. do prawidłowej regulacji poziomu glukozy we krwi i ciśnienia krwi, funkcjonowania układu odpornościowego i procesów wzrastania, jednak jego nadmiar gromadzi się w mózgu i działa neurotoksycznie. Maksymalna dawka nietoksyczna to około 9–11 mg na dzień u dorosłych, a u dzieci 2–6 mg na dzień. W patogenezie zatrucia biorą udział kompleksy manganu(III), utleniające in vivo katecholaminy i wytwarzanie reaktywnych form tlenu. Skutkiem tych reakcji w ośrodkowym układzie nerwowym są objawy uszkodzenia układu pozapiramidowego, przypominające chorobę Parkinsona; towarzyszą im objawy neuropsychiatryczne. Powszechnie występujące objawy to drżenie kończyn, hipotonia, sztywność mięśniowa, bradykinezja, nadmierna produkcja śliny i hipofonia. Głównymi uszkodzonymi strukturami są ciało prążkowane i gałka blada, a nie istota czarna, jak w chorobie Parkinsona. Charakterystyczny jest brak odpowiedzi na lewodopę. W klasycznym obrazie MRI w sekwencji T1 widoczne są hiperintensywne zmiany w gałce bladej i istocie czarnej.
W lżejszym przewlekłym zatruciu manganem dominują objawy zespołu rzekomonerwicowego. Cięższe zatrucie daje encefalopatię, zespół parkinsonowski, zespół móżdżkowy.
Leczenie polega na ograniczeniu ekspozycji pacjenta na nadmierne dawki manganu, najczęściej jednak objawy są nieodwracalne. W 2008 roku stwierdzono, że podawanie trietylenotetraaminy, związku o właściwościach chelatujących poprawia objawy neurologiczne i radiologiczne u pacjentów z manganizmem.

## Mechanizm zatrucia
Zatrucie opisywano u górników wydobywających rudy manganu w północnym Chile jako „obłąkanie manganowe” (locura manganica). Narażenie zawodowe na mangan ma też miejsce przy wytapianiu stali manganowej, podczas spawania i produkcji suchych ogniw. Częste jest też zatrucie pestycydami zawierającymi mangan.
Zatrucie manganem coraz częściej występuje także u osób uzależnionych od narkotyków, wyrabiających je domowymi sposobami, w tym przypadku najczęściej metylokatynonu (efedronu). Droga ekstrakcji pseudoefedryny i syntezowania z niej metylokatynonu opiera się na reakcji utleniania przy pomocy nadmanganianu potasu, silnego środka dezynfekującego i utleniającego. W internecie można znaleźć wiele przepisów syntezy metkatynonu z użyciem nadmanganianu. Niestety, nadmanganian jest solą manganu, metalu w niewielkich ilościach koniecznego dla życia, ale w nadmiarze bardzo toksycznego, zwłaszcza dla tkanki nerwowej. Uważa się, że zatrucia manganem mogą sprzyjać rozwojowi demencji, schizofrenii i choroby Parkinsona.